# Engeløya
Engeløya er en norsk ø, som administrativt hører til Steigen Kommune i Nordland fylke.

## Geografi
Øen har et areal på 69 km². Øens indre er bjergrigt, mens der er frugtbart lavland langs især den sydlige og vestlige kyst, selv om Engeløya ligger mere end 100 km nord for Polarcirklen. Det højeste punkt er Trohornet, som når 649 meter over havets overflade.  Indbyggertallet var i 2001 694,  men har været for nedadgående siden 1950. Hovederhvervet er kvægavl, og andre vigtige erhverv er deltagelse i Lofot-fiskeriet samt turisme.
Øen er forbundet med fastlandet med Engeløybroerne, en højbro fra fastlandet til holmen Ålstadsøya og en lavbro derfra til Engeløya. Broerne, der blev indviet i 1978, fører rigsvej 835 over til øen. I Grådussan på øens nordvestlige del findes Engeløy Flyveplads med en 600 meters græsbane, påbegyndt som et privat initiativ af landmanden Harald Elvik, der stillede sin udmark til rådighed.  Flyvepladsen med ICAO-koden ENEN kan beflyves det meste af året, men der skal indhentes landingstilladelse på forhånd 

## Seværdigheder
Engeløya har fortidsminder fra bronzealderen og jernalderen samt fra vikingetiden, hvor man mener, at øen var sæde for en høvding. Den kaldes derfor også "jernalderhøvdingens rige". Man har tidligere ment, at agerbrug på Engeløya først begyndte omkring år 0, sandsynligvis med dyrkning af rug og byg; men arkæolog Johan E. Arntzen har ledt efter tegn til støtte for sin teori om, at agerbrug på stedet går tilbage til 500 f.Kr. Gravhøjen af rullesten regnes for at være fra bronzealderen, og er dermed Norges nordligste.  På Engeløya holdt stormænd til, såsom Øyvind Kindrive, der ifølge Olav Tryggvasons saga blev pint til døde af kongen, fordi han ikke ville lade sig kristne; Ulv Raneson; Sigurd Raneson (gift med kong Magnus Barfods halvsøster Skjaldvor og i strid med kong Sigurd Jorsalfar) og Lodin Ongul,  som i landnåmstiden omkom under overfarten til Island. 
På Sandvågan ligger en gammel offersten med skålformede fordybninger.  Den kaldes derfor Skålgropstenen, og står midt på en slette - vendt mot vest som de fleste af de ældre, rituelle steder på Engeløya, hvor selve Skålgropstenen skal have fungeret som et offersted.  Den danske arkæolog Povl Simonsen  hævder i Fortidsminner nord for Polarsirkelen (1970), at der kun findes to offerstene af denne type i Nordnorge, den ene på Sørøya udenfor Hammerfest, den anden på Engeløya. Sidstnævnte har en yderst usikker datering - og tidsfæstes af den norske rigsantikvar til perioden mellem 1500 f.Kr og 1000 e.Kr, altså en usikkerhed på 2.500 år. Nogle krukker med afsavede knogler har givet mistanke om, at kannibalisme kan have indgået i oldtidens ritualer. 
Fra nyere tid kan nævnes resterne af det store tyske befæstningsanlæg fra 2. Verdenskrig, Batterie Dietl. Én af de tre store kanonbunkers er nu indrettet til museum.  Af andre seværdigheder kan nævnes Steigen Bygdetun, som er et lille frilandsmuseum indrettet i forbindelse med øens tidligere lægebolig.  Her findes verdens nordligste, vildtvoksende hassel;  dertil ege- og kastanietræer.
Steigen Kirke er en murkirke med rester tilbage til 1200- eller 1300-tallet, og en af de få romanske kirker i Nordland fylke. Udgravninger tyder på en ældre kirkegård, dateret ved hjælp af et møntfund fra 1000-tallet. I 1657 tændte et lyn ild i kirken; og tre gange i løbet af 1600-tallet blæste taget af, så kirken blev stående uden tag i længere perioder, med omfattende skader på interiøret. 
Øen er et af de mange steder i Norden, som forbindes med sagnet om Hagbard og Signe. Sagnet danner grundlag for Steigen sagaspil, som opføres hvert andet år i Vollmoen Amfi. 